# کنلتون (ایندیانا)
کنلتون (به انگلیسی: Cannelton) شهری در پری کانتی، ایالت ایندیانا، ایالات متحده آمریکا است. این شهر مجاور رودخانه اوهایو قرار گرفته است.

## جغرافیا
کنلتون در موقعیت ۳۷°۵۴′۳۶″ شمالی ۸۶°۴۴′۲۴″ غربی / ۳۷٫۹۱۰۰۰°شمالی ۸۶٫۷۴۰۰۰°غربی قرار گرفته است. این شهر مساحتی در حدود ۴ کیلومتر مربع دارد. در سرشماری سال ۲۰۱۰، جمعیت این شهر ۱٬۵۶۳ نفر اعلام شد.